# USA:s folkräkning 1960
USA:s folkräkning 1960 (engelska: 1960 United States census) var den artonde folkräkningen i USA:s historia. Folkräkningen registrerade 179 323 175 invånare.